# Amblyothele jaundea
Amblyothele jaundea är en spindelart som beskrevs av Roewer 1960. Amblyothele jaundea ingår i släktet Amblyothele och familjen vargspindlar.
Artens utbredningsområde är Kamerun. Inga underarter finns listade i Catalogue of Life.